# کاراگایوو
کاراگایوو (انگلیسی: Karagayevo) یک شهرک در شهرستان گافوریسکی استان باشقیرستان کشور روسیه است.